# Grin (компанија)
Грин је била компанија која се бавила развојем видео игара. Основана је 1997. године од стране браће Бо и Улф Андерсон у Стокхолму. Компанија је радила на многим насловима за рачунаре и играчке конзоле. Компанија Грин је програсила банкрот 2009. године и њени оснивачи, уз Симона Виклунда, су основали нову компанију под именом Overkill Software.

## Историја
Након издавања видео игре, Ballistics, Грин је издао и Bandits: Phoenix Rising, али и неколицину војних и цивилних симулатора. Грин је развио две игре за компанију Ubisoft под називом Tom Clancy's Ghost Recon Advanced Warfighter и Tom Clancy's Ghost Recon Advanced Warfighter 2. Последња видео игра коју су објавили је била Terminator Salvation (видео игра)  из 2009. године. Грин је отворио канцеларије у Барселони, у Шпанији и Гетеборгу, у Шведској. Грин је започео припреме за развој спиноф игре Final Fantasy под називом Fortress у другој половини 2008. године, након што их је унајмила компанија Square Enix. Развојни тим је почео са радом на 3D моделима и погону игре, сматрајући да ће игра Fortress бити велики успех. Међутим, након само шест месеци, Square Enix је одлучио да повуче пројекат услед забринутости о квалитету рада. Оснивачи компаније Грин су тврдили да је Square Enix унапред одлучио да пројекат Fortress нема будућност.
Повлачење пројекта је оставило компанију Грин у финансијским потешкоћама. Компанија је одлучила да затвори своје канцеларије у Барселони и Гетеборгу, наводећи финансијске потешкоће као разлог. Компанија Грин је прогласила банкрот 12. августа 2009. године. Касније тога дана, званичан сајт компаније је објавио вест да се компанија Грин затвара. Навели су да је разлог затварања кашњење са уплатама многих издавача, што је довело неодрживе финансијске ситуације. 
Браћа Бо и Улф Андерсон, заједно са Симоном Виклундом, су основала нову компанију под именом Overkill Software.

## Издане игре
- Ballistics  (2001)
- Bandits: Phoenix Rising (2003)
- Tom Clancy's Ghost Recon Advanced Warfighter (2006)
- Tom Clancy's Ghost Recon Advanced Warfighter 2 (2007)
- Bionic Commando Rearmed (2008)
- Wanted: Weapons of Fate (2009)
- Bionic Commando (2009)
- Terminator Salvation (видео игра) (2009)